# Калининский район (Чувашская АССР)
Калининский район — упразднённая административно-территориальная единица в составе Чувашской АССР, существовавшая в 1939—1956 годах. Административный центр — село Калинино.
Калининский район был образован в составе Чувашской АССР 21 января 1939 года. В его состав были включены следующие сельсоветы:
- из Вурнарского района: Азимсирминский, Айгишевский, Карачуринский, Кукшумский, Норусовский (Калининский), Ойкасинский, Сугут-Торбиковский, Сявалкасинский, Хумушевский, Чиршкасинский, Шинерский и Ямбахтинский
- из Аликовского района: Асакасинский и Яндобинский
- из Шумерлинского района: Кадеркинский и Юманаевский
- из Траковского района: Ойкас-Яндобаинский[2][3].

По данным 1945 года Калининский район включал 20 сельсоветов: Азимсирминский, Айгишский, Асакасинский, Больше-Яушский, Ермошкинский, Кадеркинский, Калининский, Карачуринский, Кукшумский, Кюльхиринский, Ойкасинский, Ойкас-Яндобаинский , Сугут-Торбиковский, Сявалкасинский, Хумушский, Чирш-Хирлепский, Шинерский, Юманайский, Ямбахтинский и Яндобинский.
2 ноября 1956 года Калининский район был упразднён, а его территория разделена между Вурнарским (Азимсирминский, Алгазинский, Больше-Яушский, Ермошкинский, Калининский, Кумбальский, Сявалкасинский и Шинерский с/с), Шумерлинским (Юманайский с/с), Аликовским (Карачуринский и Яндобинский с/с) и Красноармейским (Ойкас-Яндобаинский с/с) районами.